# Un equilibrio delicato (film)
Un equilibrio delicato (A Delicate Balance) è un film del 1973 diretto da Tony Richardson e tratto dall'omonimo dramma di Edward Albee.

## Trama
La vita dei coniugi di mezz'età Agnes e Tobias ha subito diversi scossoni: la figlia Julia è tornata a vivere da loro dopo il terzo divorzio e così ha fatto anche Claire, la sorella alcolista di Agnes. Una sera Harry ed Edna, amici di vecchia data di Agnes e Tobias, vengono a trovarli e chiedono se possono restare da loro per qualche giorno: i due, infatti, erano stati turbati da una misteriosa ed inspiegabile paura dopo essersi trovati soli a casa dopo la partenza dei figli. Con il passare dei giorni, la situazione si fa sempre più delicata e i protagonisti sono costretti ad assistere al crollo psicotico di Julia, agli sproloqui da ubriaca di Claire e all'ammissione di ripetute infedeltà da parte di Tobias.

## Produzione
Inizialmente per il ruolo dell'alcolizzata Claire fu scritturata Kim Stanley, poi sostituita da Kate Reid. Le riprese del film furono fatte a Londra.

## Distribuzione
In Italia il film fu trasmesso direttamente in tv il 16 gennaio 1984 su Raidue.

## Riconoscimenti
- 1974 - Golden Globe
  - Candidatura per la migliore attrice non protagonista a Kate Reid